# Ficción histórica
Ficción histórica es un concepto que aplica en cualquiera de las artes de la historia como tema artístico. Este tipo de obras no se sujeta estrictamente a las reglas científicas de la historiografía como una ciencia, y por tanto puede prescindir del respeto a los acontecimientos, hechos e introducir elementos de ficción. Tal cosa no se hace con el propósito de engañar como ocurre en las falsificaciones o en otro tipo de alteraciones del pasado sino con el propósito de ser estético, didáctico o informativo.
La recreación de sucesos históricos ha sido un tema recurrente en todas las artes, desde el origen del propio arte: las primeras representaciones pictóricas y escultóricas tenían como finalidad la fijación en la memoria histórica de distintos acontecimientos (batallas o sucesos de un reinado) bien de la historia contemporánea de los que los representaban, bien de su pasado real o mítico. Los mitos y las leyendas fijados literariamente en la época es en sí misma una ficción histórica (poemas homéricos).
El academicismo fijó como principal género pictórico la pintura de historia. El romanticismo encontró su principal mecanismo de expresión en la novela histórica. Ya en el siglo XX, la ficción histórica conquistó nuevos medios de expresión con el cine histórico o el cómic (historieta histórica).
En literatura, la novela histórica es un género literario propio de la novela en el cual la acción se desarrolla en un contexto histórico verídico, a partir del cual el autor cuenta su propia versión de la época, generalmente tratando acontecimientos destacables y conocidos.
Cuando el libro en su conjunto trata de modificar hechos históricamente comprobables ya no hablamos de ficción histórica sino otro tipo de ejercicio intelectual: las ucronías (como las utopías y distopias) se caracterizan por su propósito de denuncia o reivindicación. Si la alteración de los hechos históricos se ha producido siguiendo ciertos mecanismos metodológicos propios de la ciencia histórica, como un ejercicio de esta, se habla de historia contrafactual. Se denomina historia alternativa a muy distintas producciones, tanto historiográficas como pseudohistoriográficas, que siguen otros mecanismos y propósitos.la 
Algún autor interpreta que a finales de los años 1970, se empezaría a manifestar un súbito interés por el pasado en ciertas artes: en literatura Robert Graves, Marguerite Yourcenar o Gore Vidal; en cómic François Bourgeon o Patrick Cothias, etc. Se llega a afirmar incluso que la historia es un tema tan prolijo que sólo la puede abarcar con garantías un medio con la densidad de la literatura.
La ficción histórica o ucronías son un género en desarrollo en español a través de autores señalados como David Rico. Éste está abriendo una nueva perspectiva de la ucronía en español, y utilizando para ello el lenguaje oral de los podcast. Siendo así relatos que ensanchan el marco de lo imaginable a partir de las herramientas analíticas de la historiografía.

## Historia

### Historia hasta elsigloXVIII
La ficción histórica en prosa tiene una larga tradición en la literatura mundial. Tres de los cuatro clásicos de las novelas chinas están ambientados en un pasado lejano: Bandidos del pantano del siglo XIV, de Shi Nai'an, trata sobre los forajidos del siglo XII; Romance de los Tres Reinos del siglo XIV de Luo Guanzhong se refiere a las guerras del siglo III que pusieron fin a la dinastía Han; Viaje al Oeste de Wu Cheng'en, del siglo XVI, trata sobre el peregrino budista del siglo VII, Xuanzang.  Además de ellas, hubo una gran cantidad de novelas históricas que se hicieron populares en los círculos literarios durante los períodos Ming y Qing de la historia china; incluyen Dongzhou Lieguo Zhi de Feng Menglong (Crónicas de los reinos Zhou del este), Sui Tang yanyi de Chu Renhuo (Romance de las dinastías Sui y Tang), Liang Song Nanbei Zhizhuan de Xiong Damu (Registros de las dos canciones, Sur y Norte) y Quan han zhi zhuan, Dong Xi Jin yan yi (Romance de las dinastías Jin oriental y occidental) de Yang Erzeng y El general Yue Fei de Qian Cai, etc.
A los novelistas griegos clásicos también les gustaba "escribir novelas sobre personas y lugares del pasado".  La Ilíada ha sido calificada como ficción histórica, ya que trata acontecimientos históricos, aunque su género es generalmente considerado poesía épica.  Pierre Vidal-Naquet ha sugerido que Platón sentó las bases de la novela histórica a través del mito de la Atlántida contenido en sus diálogos Timeo y Critias.  El cuento de Genji (escrito antes de 1021) es un relato ficticio de la vida de la corte japonesa aproximadamente un siglo antes y su autor afirmó que su trabajo podría presentar una versión de la historia. 
Uno de los primeros ejemplos de novela histórica en Europa es La Princesse de Clèves, una novela francesa publicada de forma anónima en marzo de 1678. Muchos lo consideran el comienzo de la tradición moderna de la novela psicológica y una gran obra. Generalmente se considera que su autora es Madame de La Fayette. La acción se desarrolla entre octubre de 1558 y noviembre de 1559 en la corte real de Enrique II de Francia. La novela recrea esa época con notable precisión. Casi todos los personajes –excepto la heroína– son figuras históricas. Acontecimientos e intrigas se desarrollan con gran fidelidad a los registros documentales. En el Reino Unido, la novela histórica "parece haber evolucionado" a partir de La Princesse de Clèves, "y luego a través de la novela gótica".  Otro ejemplo temprano es El viajero desafortunado de Thomas Nashe, publicado en 1594 y ambientado durante el reinado del rey Enrique VIII. 

### SigloXIX

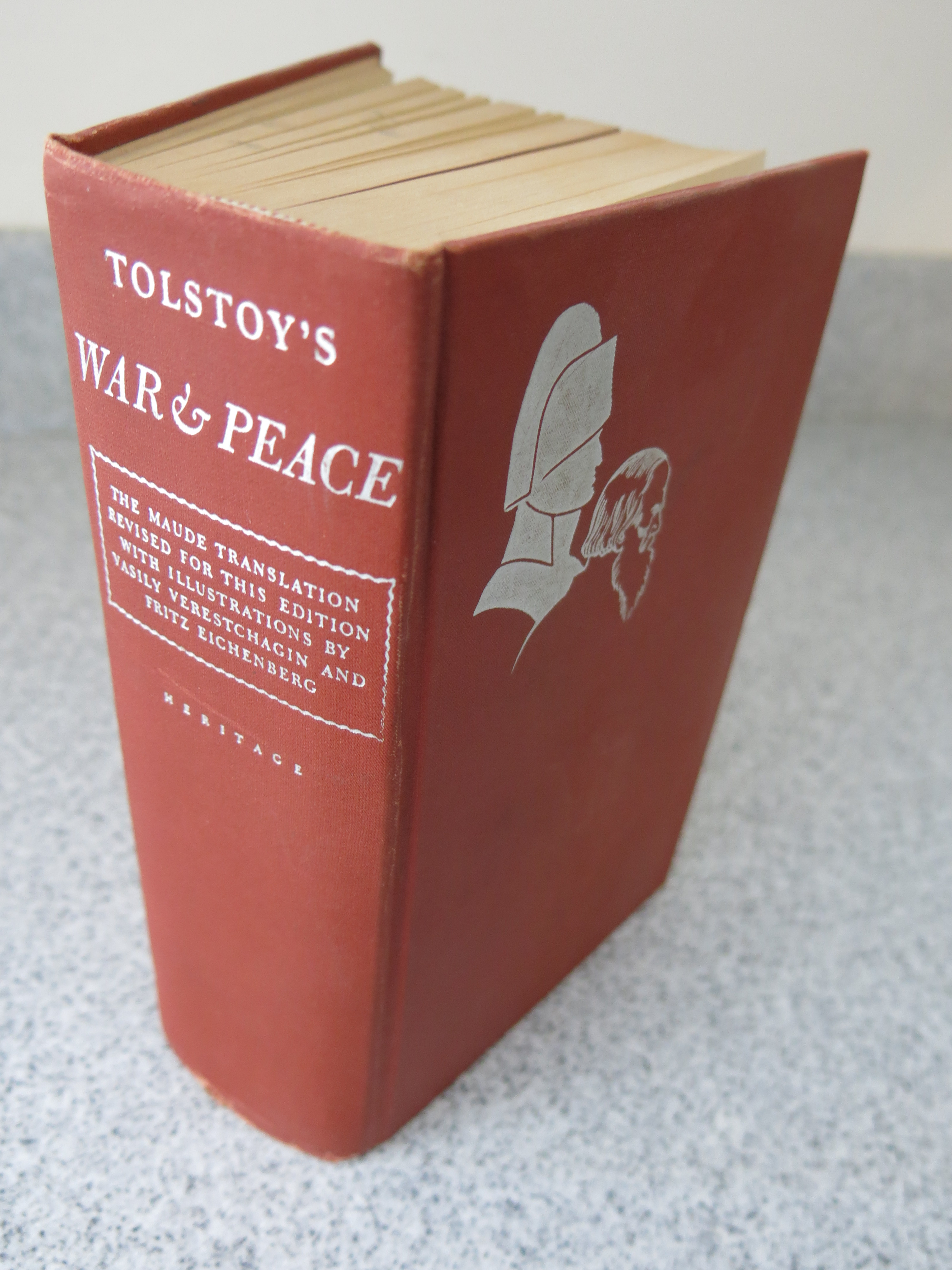
Guerra y paz de León Tolstoi, publicado en 1869 y ambientado 60 años antes.

La ficción histórica saltó a la fama en Europa a principios del siglo XIX como parte de la reacción romántica a la Ilustración, especialmente a través de la influencia del escritor escocés Sir Walter Scott, cuyas obras fueron inmensamente populares en toda Europa. Entre sus primeros seguidores europeos podemos encontrar a Willibald Alexis, Theodor Fontane, Bernhard Severin Ingemann, Miklós Jósika, Mór Jókai, Jakob van Lennep, Demetrius Bikelos, Enrique Gil y Carrasco, Carl Jonas Love Almqvist, Victor Rydberg, Andreas Munch, Alessandro Manzoni, Alfred de Vigny, Honoré de Balzac o Prosper Mérimée.La novela Tadeo de Varsovia de Jane Porter de 1803 es uno de los primeros ejemplos de novela histórica en inglés y pasó por al menos 84 ediciones,  incluida la traducción al francés y al alemán.La primera verdadera novela histórica en inglés fue, de hecho, Castle Rackrent (1800) de Maria Edgeworth.
En el siglo XX, György Lukács argumentó que Scott fue el primer escritor de ficción que vio la historia no sólo como un marco conveniente para escenificar una narrativa contemporánea, sino más bien como un entorno social y cultural distinto.Las novelas escocesas de Scott, como Waverley (1814) y Rob Roy (1817), se centraron en un personaje mediocre que se sienta en la intersección de varios grupos sociales para explorar el desarrollo de la sociedad a través del conflicto. Ivanhoe (1820) se ganó el crédito por renovar el interés en la Edad Media.
Muchos escritores conocidos del Reino Unido publicaron novelas históricas a mediados del siglo XIX, las más notables incluyen Vanity Fair de Thackeray, A Tale of Two Cities de Charles Dickens, Romola de George Eliot y Westward Ho! de Charles Kingsley y Hereward el despertar. The Trumpet-Major (1880) es la única novela histórica de Thomas Hardy y está ambientada en Weymouth durante las guerras napoleónicas, cuando la ciudad estaba entonces ansiosa por la posibilidad de una invasión de Napoleón. 
En Estados Unidos, James Fenimore Cooper fue un destacado autor de novelas históricas influenciado por Scott. Su novela más famosa es El último de los mohicanos: una narrativa de 1757 (1826), el segundo libro de la pentalogía Leatherstocking Tales. El último de los mohicanos está ambientada en 1757, durante la Guerra Francesa e India (la Guerra de los Siete Años), cuando Francia y Gran Bretaña luchaban por el control de América del Norte. El principal rival de Cooper, John Neal, escribió Rachel Dyer (1828), la primera novela encuadernada sobre los juicios de brujas de Salem en el siglo XVII. Rachel Dyer también influyó en la futura ficción estadounidense ambientada en este período, como La letra escarlata (1850) de Nathaniel Hawthorne,que es una de las novelas históricas estadounidenses más famosas del siglo XIX. Ambientada en el Boston puritano del siglo XVII, Massachusetts, durante los años 1642 a 1649, cuenta la historia de Hester Prynne, quien concibe una hija a través de una aventura y lucha por crear una nueva vida de arrepentimiento y dignidad. En la literatura francesa, el heredero más destacado del estilo de novela histórica de Scott fue Balzac.  En 1829 Balzac publicó Les Chouans, una obra histórica al estilo de Sir Walter Scott. Posteriormente se incorporó a La Comédie Humaine. La mayor parte de La Comédie Humaine, sin embargo, transcurre durante la Restauración Borbónica y la Monarquía de Julio, aunque hay varias novelas que transcurren durante la Revolución Francesa y otras que se desarrollan en la Edad Media o el Renacimiento, incluida Acerca de Catalina de Medici y El elixir de la larga vida.

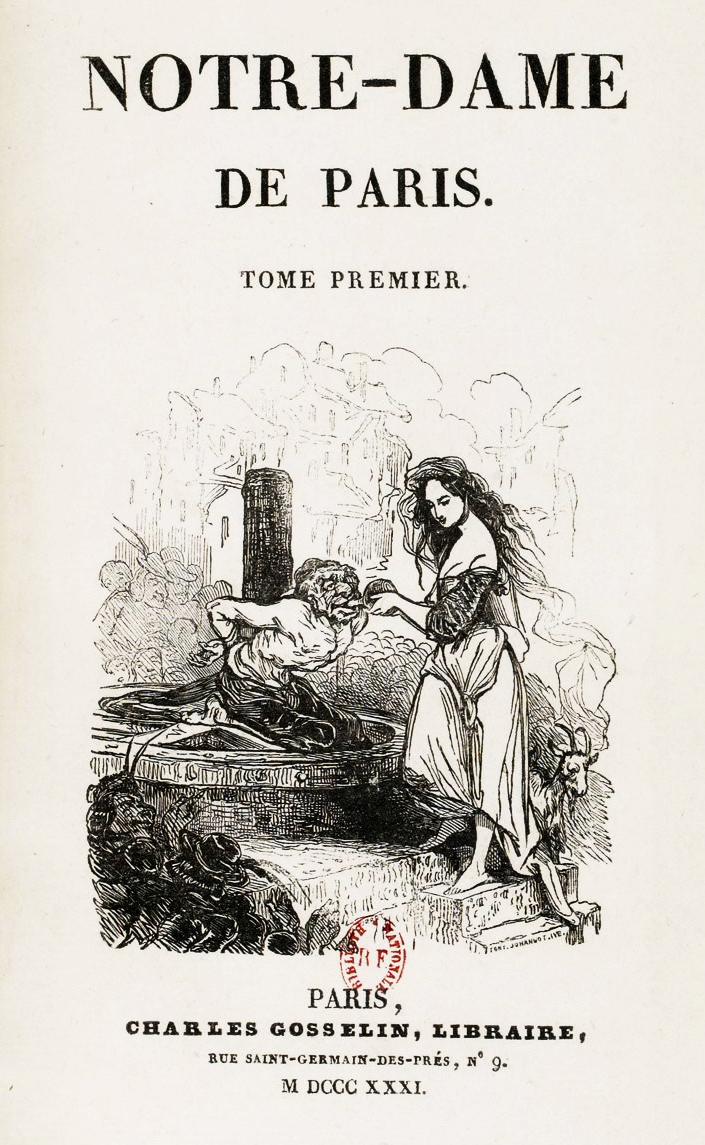
Notre Dame de París. 1482, Víctor Hugo (1831).

El jorobado de Notre Dame (1831) de Víctor Hugo proporciona otro ejemplo de novela histórico-romántica del siglo XIX. Victor Hugo comenzó a escribir El jorobado de Notre-Dame en 1829, en gran parte para que sus contemporáneos fueran más conscientes del valor de la arquitectura gótica, que fue descuidada y a menudo destruida para ser reemplazada por nuevos edificios, o desfigurada mediante la sustitución de partes de edificios en un estilo más nuevo. La acción transcurre en 1482 y el título hace referencia a la catedral de Notre Dame de París, en la que se centra la historia. Alexandre Dumas también escribió varias novelas populares de ficción histórica, incluidas El conde de Montecristo y Los tres mosqueteros. George Saintsbury declaró: "Se dice que Montecristo fue en su primera aparición, y durante algún tiempo después, el libro más popular en Europa".  Esta popularidad también se ha extendido hasta los tiempos modernos. El libro fue "traducido a prácticamente todos los idiomas modernos y nunca se ha agotado en la mayoría de ellos. Se han producido al menos veintinueve películas basadas en él... así como varias series de televisión, y muchas películas [han] incluido el nombre 'Monte Cristo' en sus títulos." 
Guerra y paz de Tolstoi ofrece un ejemplo de ficción histórica del siglo XIX utilizada para criticar la historia contemporánea. Tolstoi leyó las historias estándar disponibles en ruso y francés sobre las guerras napoleónicas y utilizó la novela para desafiar esos enfoques históricos. Al comienzo del tercer volumen de la novela, describe su trabajo como desdibujando la línea entre ficción e historia, para acercarse a la verdad.La novela está ambientada 60 años antes de su composición y, además de investigar la guerra a través de fuentes primarias y secundarias, habló con personas que habían vivido la guerra durante la invasión francesa de Rusia en 1812; por lo tanto, el libro también es, en parte, una etnografía ficcionalizada.
La Cartuja de Parma de Marie-Henri Beyle (Stendhal) es una narración épica de la historia de un noble italiano que vive el período napoleónico en la historia de Italia. Incluye una descripción de la batalla de Waterloo por parte del personaje principal. Stendhal luchó con Napoleón y participó en la invasión francesa de Rusia.
Los novios (1827) de Alessandro Manzoni ha sido considerada la novela más famosa y leída de la lengua italiana.The Betrothed se inspiró en Ivanhoe de Walter Scott, pero en comparación con su modelo, presenta algunas innovaciones (dos miembros de la clase baja como personajes principales, el pasado descrito sin idealización romántica, un mensaje explícitamente cristiano), anticipando de alguna manera la novela realista de la siguiente década.Ambientada en el norte de Italia en 1628, durante los años opresivos bajo el dominio español, a veces se la ve como un ataque velado a Austria, que controlaba la región en el momento en que se escribió la novela.
El éxito crítico y popular de Los novios dio lugar a multitud de imitaciones y, en la época de la unificación, casi todos los escritores italianos probaron suerte en el género; novelas ahora casi olvidadas, como Marco Visconti de Tommaso Grossi (el mejor amigo de Manzoni) o Ettore Fieramosca de Massimo D'Azeglio (yerno de Manzoni), fueron los más vendidos de su tiempo. Muchos de estos autores (como Niccolò Tommaseo, Francesco Domenico Guerrazzi y el propio D'Azeglio) fueron también patriotas y políticos, y en sus novelas el mensaje político velado de Manzoni se hizo explícito (el héroe de Ettore Fieramosca lucha para defender el honor de la Soldados italianos, burlados por algunos franceses arrogantes). En ellos, el talento narrativo no igualaba a la pasión patriótica, y sus novelas, llenas de retórica y excesos melodramáticos, son hoy apenas legibles como documentos históricos. Una excepción significativa son Las confesiones de un italiano de Ippolito Nievo, una epopeya sobre la caída de la república veneciana y la era napoleónica, contada con ironía satírica y brío juvenil (Nievo la escribió cuando tenía 26 años).
En la literatura árabe, el escritor libanés Jurji Zaydan (1861-1914) fue el novelista más prolífico de este género. Escribió 23 novelas históricas entre 1889 y 1914. Sus novelas desempeñaron un papel importante en la configuración de la conciencia colectiva de los árabes modernos durante el período Nahda y los educaron sobre su historia. El mameluco que huye (1891), El cautivo del pretendiente Mahdi (1892) y La Virgen de Quraish (1899) son algunas de sus novelas históricas del siglo XIX.

### SigloXX

#### Alemania
Un importante ejemplo de este género en el siglo XX es Buddenbrooks (1901) del autor alemán Thomas Mann. Narra la decadencia de una rica familia de comerciantes del norte de Alemania a lo largo de cuatro generaciones y, por cierto, retrata la forma de vida y las costumbres de la burguesía hanseática en los años de 1835 a 1877. Mann se basó profundamente en la historia de su propia familia, la familia Mann de Lübeck, y su entorno. Esta fue la primera novela de Mann y, con la publicación de la segunda edición en 1903, Buddenbrooks se convirtió en un gran éxito literario. El trabajo le valió a Mann el Premio Nobel de Literatura en 1929; Aunque el premio Nobel generalmente reconoce el conjunto de la obra de un autor, la mención de la Academia Sueca para Mann identificó "su gran novela Buddenbrooks " como la razón principal de su premio. Mann también escribió, entre 1926 y 1943, una novela en cuatro partes, Joseph and His Brothers. En él, Mann vuelve a contar las conocidas historias bíblicas del Génesis, desde Jacob hasta José (capítulos 27 – 50), situándolas en el contexto histórico del reinado de Akenatón (1353-1336 a. C.) en el antiguo Egipto.
En la misma época, Lion Feuchtwanger fue uno de los escritores de novelas históricas más populares y consumados, con publicaciones entre las décadas de 1920 y 1950. Su reputación comenzó con la obra más vendida, Jud Süß (1925), ambientada en el siglo XVIII, así como con novelas históricas escritas principalmente en el exilio en Francia y California, incluida la trilogía de Josefo ambientada en la antigua Roma (1932/1935/1942), Goya (1951) y su novela Raquel: La judía de Toledo, ambientada en la España medieval.

#### Bretaña
Robert Graves de Gran Bretaña escribió varias novelas históricas populares, entre ellas Yo, Claudio, El rey Jesús, El vellocino de oro y El conde Belisario. John Cowper Powys escribió dos novelas históricas ambientadas en Gales, Owen Glendower (1941) y Porius (1951). El primero trata de la rebelión del príncipe galés Owain Glyndŵr (1400-1416 d. C.), mientras que Porius tiene lugar durante la Edad Media, en el año 499 d. C., justo antes de la invasión anglosajona de Gran Bretaña. Powys sugiere paralelismos con estos períodos históricos y con Gran Bretaña a finales de los años 1930 y durante la Segunda Guerra Mundial. 
Otros novelistas británicos importantes incluyen a Georgette Heyer, Naomi Mitchison y Mary Renault. Heyer esencialmente estableció el género romántico histórico y su subgénero romance de regencia, que se inspiró en Jane Austen. Para garantizar la precisión, Heyer recopiló obras de referencia y mantuvo notas detalladas sobre todos los aspectos de la vida de la Regencia. Si bien algunos críticos pensaron que las novelas eran demasiado detalladas, otros consideraron que el nivel de detalle era el mayor activo de Heyer; Heyer incluso recreó el cruce de Guillermo el Conquistador a Inglaterra para su novela El conquistador. La mejor novela de Naomi Mitchison, El rey del maíz y la reina de la primavera (1931), es considerada por algunos como la mejor novela histórica del siglo XX.  Mary Renault es conocida por sus novelas históricas ambientadas en la Antigua Grecia. Además de las representaciones ficticias de Teseo, Sócrates, Platón, Simónides de Ceos y Alejandro Magno, escribió una biografía de no ficción de Alejandro. El asedio de Krishnapur (1973) de JG Farrell ha sido descrito como una "novela excepcional". Inspirado en acontecimientos como los asedios de Cawnpore y Lucknow, el libro detalla el asedio de una ciudad india ficticia, Krishnapur, durante la rebelión india de 1857 desde la perspectiva de los residentes británicos de la ciudad. Los personajes principales se encuentran sujetos a las crecientes restricciones y privaciones del asedio, y lo absurdo de mantener el sistema de clases británico en una ciudad de la que nadie puede salir se convierte en una fuente de invención cómica, aunque el texto es serio en intención y tono. 
En la literatura galesa, el principal contribuyente al género en galés es William Owen Roberts (n. 1960). Entre sus novelas históricas se encuentran Y Pla (1987), ambientada en la época de la Peste Negra; Paradwys (2001), siglo XVIII, sobre la trata de esclavos; y Petrogrado (2008) y París (2013), sobre la revolución rusa y sus consecuencias. Y Pla ha sido muy traducido, apareciendo en inglés como Pestilence, y Petrogrado y París también aparecieron en inglés. Un contemporáneo del trabajo de Roberts en inglés es Christopher Meredith (n. 1954), cuyo Griffri (1991) está ambientado en el siglo XII y tiene como narrador al poeta de un príncipe galés menor.
El premio Nobel William Golding escribió varias novelas históricas. Los herederos (1955) está ambientada en tiempos prehistóricos, y muestra a "gente nueva" (generalmente identificada con el Homo sapiens sapiens) triunfando sobre una raza más amable (generalmente identificada con los neandertales) mediante el engaño y la violencia. The Spire (1964) sigue la construcción (y casi colapso) de una enorme aguja en una catedral medieval (generalmente se supone que es la Catedral de Salisbury); la aguja simboliza tanto la aspiración espiritual como la vanidad mundana. El Dios Escorpión (1971) consta de tres novelas cortas, la primera ambientada en una banda prehistórica de cazadores-recolectores africanos ( Clonk, Clonk ), la segunda en una corte del antiguo Egipto (El Dios Escorpión) y la tercera en la corte de un emperador romano. (Enviado Extraordinario). La trilogía Hasta los confines de la Tierra, que incluye Rites of Passage (1980), Close Quarters (1987) y Fire Down Below (1989), describe los viajes por mar a principios del siglo XIX. Anthony Burgess también escribió varias novelas históricas; su última novela, Un hombre muerto en Deptford, trata sobre el asesinato de Christopher Marlowe en el siglo XVI.
Aunque el género ha evolucionado desde sus inicios, la novela histórica sigue siendo popular entre los autores y lectores hasta el día de hoy y los best seller incluyen la serie Aubrey-Maturin de Patrick O'Brian, Los pilares de la Tierra de Ken Follett y las Crónicas de Lymond de Dorothy Dunnett. Un avance en la escritura británica e irlandesa en los últimos 25 años ha sido un renovado interés en la Primera Guerra Mundial. Sus obras incluyen An Ice-Cream War, de William Boyd; Birdsong y The Girl at the Lion d'Or de Sebastian Faulks (sobre las consecuencias de la guerra); Trilogía Regeneración de Pat Barker y Un largo camino de Sebastian Barry.

#### Estados Unidos

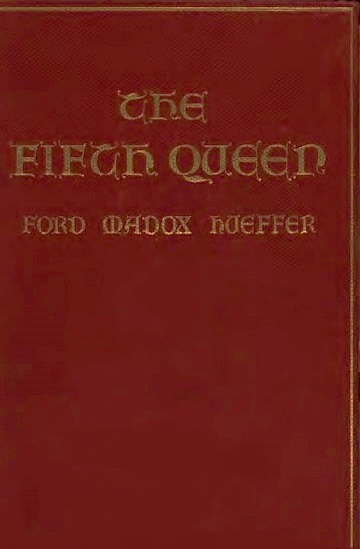
La Quinta Reina, 1906-1908 de Ford Madox Ford, está escrita alrededor del.

La novela Absalom, Absalom! del premio Nobel estadounidense William Faulkner. (1936) está ambientada antes, durante y después de la guerra civil estadounidense. Kenneth Roberts escribió varios libros sobre los acontecimientos de la Revolución Americana, de los cuales Northwest Passage (1937), Oliver Wiswell (1940) y Lydia Bailey (1947) se convirtieron en éxitos de ventas en las décadas de 1930 y 1940. Los siguientes autores estadounidenses también han escrito novelas históricas en el siglo XX: Gore Vidal, John Barth, Norman Mailer, EL Doctorow y William Kennedy.  La novela histórica de Thomas Pynchon, Mason & Dixon (1997), cuenta la historia de dos topógrafos ingleses, Charles Mason y Jeremiah Dixon, encargados de marcar la frontera entre Pensilvania y Maryland en el siglo XVIII. Más recientemente ha habido obras como el Ciclo Barroco de Neal Stephenson.

#### Italia
En Italia, la tradición de la ficción histórica ha florecido en la era moderna, y el siglo XIX en particular ha captado el interés de los escritores. Novelistas del sur de Italia como Giuseppe Tomasi di Lampedusa (El leopardo), Francesco Iovine (Lady Ava), Carlo Alianello (La herencia de la priora) y, más recientemente, Andrea Camilleri (El cervecero Preston) volvieron a contar los acontecimientos de la unificación italiana, en ocasiones anulando su imagen tradicionalmente heroica y progresista. El conservador Riccardo Bacchelli en El diablo en la punta larga y el comunista Vasco Pratolini en Metello describieron, desde puntos de vista ideológicamente opuestos, el nacimiento del socialismo italiano. Bacchelli también escribió El molino del Po, una saga familiar de molineros desde la época de Napoleón hasta la Primera Guerra Mundial, una de las novelas más épicas del siglo pasado.
En 1980, Umberto Eco alcanzó el éxito internacional con El nombre de la rosa, una novela ambientada en una abadía italiana en 1327 legible como un misterio histórico, como una alegoría de la Italia de los Años de Plomo y como un chiste erudito. La obra de Eco, como la anterior de Manzoni, relanzó el interés italiano por la ficción histórica. Muchos novelistas que hasta entonces habían preferido la novela contemporánea probaron historias ambientadas en siglos anteriores. Entre ellos se encontraban Fulvio Tomizza (El mal que viene del norte, sobre la Reforma), Dacia Maraini (La duquesa silenciosa, sobre la condición femenina en el siglo XVIII), Sebastiano Vassalli (La quimera, sobre una caza de brujas), Ernesto Ferrero (N) y Valerio Manfredi (La última legión).

#### Bulgaria
Fani Popova-Mutafova (1902-1977) fue una autora búlgara considerada por muchos la autora búlgara de ficción histórica más vendida de todos los tiempos. Sus libros se vendieron en cifras récord en los años 1930 y principios de los 1940. Sin embargo, finalmente fue sentenciada a siete años de prisión por el régimen comunista búlgaro debido a algunos de sus escritos que celebraban a Hitler, y aunque fue liberada después de sólo once meses por razones de salud, se le prohibió publicar cualquier cosa entre 1943 y 1972.  Stoyan Zagorchinov (1889-1969), también escritor búlgaro, autor de la trilogía "El último día, el día de Dios" y de "Ivaylo", continuando la tradición de la novela histórica búlgara, dirigida por Ivan Vazov. Yana Yazova (1912-1974) también tiene varias novelas que pueden considerarse históricas como "Alejandro de Macedonia", su única novela de temática no búlgara, así como su trilogía " Balkani ". Vera Mutafchieva (1929-2009) es autora de novelas históricas traducidas a 11 idiomas. Anton Donchev (1930–) es un autor veterano, cuya primera novela independiente, El testimonio de Samuel, se publicó en 1961. Su segundo libro, Time of Parting, que trata sobre la islamización de la población en los Ródopes durante el siglo XVII, fue escrito en 1964. La novela fue adaptada en el serial cinematográfico "Tiempo de violencia", dividida en dos partes con los subtítulos ("La amenaza" y "La violencia") en 1987 por el director Lyudmil Staykov. En junio de 2015, "Tiempo de violencia" fue elegida como la película más querida por los espectadores búlgaros en "Los zapatos con cordones del cine búlgaro", una consulta a gran escala con la audiencia de laTelevisión Nacional de Bulgaria. 

#### Escandinavia
Una de las novelas históricas escandinavas más conocidas es Kristin Lavransdatter (1920-1922), de Sigrid Undset, ambientada en la Noruega medieval. Por esta trilogía, Undset recibió el Premio Nobel de Literatura en 1928. La trilogía Kongens fald (1900-1901, "La caída del rey") de Johannes V. Jensen, ambientada en la Dinamarca del siglo XVI, ha sido llamada "la mejor novela histórica de la literatura danesa". La serie de novelas históricas épicas Den lange rejse (1908-1921, "El largo viaje") se considera generalmente como la obra maestra de Jensen y le concedieron el Premio Nobel de Literatura en 1944, en parte gracias a ella. El escritor finlandés Mika Waltari es conocido por la novela histórica Sinuhé, el egipcio (1945). El escritor danés de las Islas Feroe William Heinesen escribió varias novelas históricas, entre las que destaca Det gode håb (1964, "Fair Hope") ambientada en las Islas Feroe en el siglo XVII. 
La ficción histórica ha sido durante mucho tiempo un género popular en Suecia; especialmente desde los años 60 se ha escrito una gran cantidad de novelas históricas. Los premios Nobel Eyvind Johnson y Pär Lagerkvist escribieron novelas históricas aclamadas como Regreso a Ítaca (1946) y Barrabás (1950). Ride This Night (1941) de Vilhelm Moberg está ambientada en Småland del siglo XVI y su serie de novelas muy leídas The Emigrants cuenta la historia de los emigrantes de Småland a los Estados Unidos en el siglo XIX. Per Anders Fogelström escribió una serie muy popular de cinco novelas históricas ambientadas en su Estocolmo natal, comenzando con La ciudad de mis sueños (1960). Otros escritores de ficción histórica de la literatura sueca incluyen a Sara Lidman, Birgitta Trotzig, Per Olov Enquist y Artur Lundkvist. 

#### América Latina
La novela histórica fue bastante popular en la literatura latinoamericana del siglo XX, incluyendo obras como El reino de este mundo (1949) de Alejo Carpentier, Yo, el Supremo (1974) de Augusto Roa Bastos, Terra Nostra (1975) de Carlos Fuentes, Noticias del Imperio (1987) de Fernando del Paso, El relámpago de agosto (1964) de Jorge Ibargüengoitia, La guerra del fin del mundo (1981) de Mario Vargas Llosa y El otoño del patriarca (1975) de Gabriel García Márquez. Otros escritores de ficción histórica incluyen a Abel Posse, Antonio Benítez Rojo, João Ubaldo Ribeiro, Jorge Amado, Homero Aridjis. 

### SigloXXI
En las primeras décadas del siglo XXI se ha observado un creciente interés por la ficción histórica. Una de las escritoras de novelas históricas de mayor éxito es Hilary Mantel. Otros escritores de ficción histórica incluyen a Philippa Gregory, Bernard Cornwell, Sarah Waters, Ken Follett, George Saunders, Shirley Hazzard y Julie Orringer.  La novela histórica Los libros de Jacob, ambientada en la Polonia del siglo XVIII, ha sido elogiada como la obra maestra de la premio Nobel de 2018 Olga Tokarczuk. 

## Subgéneros

### Ficción documental
Una variante de la novela histórica del siglo XX es la ficción documental, que incorpora "no sólo personajes y acontecimientos históricos, sino también informes de acontecimientos cotidianos" que se encuentran en los periódicos contemporáneos.  Ejemplos de esta variante de novela histórica incluyen USA (1938) y Ragtime (1975) de EL Doctorow. 

### Ficción biográfica
Memorias de Adriano de la escritora francesa nacida en Bélgica Marguerite Yourcenar trata sobre la vida y muerte del emperador romano Adriano. Publicado por primera vez en Francia en francés en 1951 como Mémoires d'Hadrien, el libro fue un éxito inmediato y recibió una enorme aclamación de la crítica. Margaret George ha escrito biografías ficticias sobre personajes históricos en Las Memorias de Cleopatra (1997) y María, llamada Magdalena (2002). Un ejemplo anterior es Pedro I (1929-34) de Aleksey Nikolayevich Tolstoi, y Yo, Claudio (1934) y el rey Jesús (1946) de Robert Graves. Otras series de novelas biográficas recientes incluyen Conqueror and Emperor de Conn Iggulden y Cicero Trilogy de Robert Harris.

### Ficción gótica
La novela gótica fue popular a finales del siglo XVIII. Ambientada en el pasado histórico, se interesa por lo misterioso, aterrador e inquietante. La novela de Horace Walpole de 1764, El castillo de Otranto, se considera una obra influyente. 

### Misterios históricos
Los misterios históricos o "policiacas históricas" están ambientados por sus autores en un pasado lejano, con una trama que implica la resolución de un misterio o crimen (normalmente un asesinato). Aunque han existido obras que combinan estos géneros desde al menos principios del siglo XX, muchos atribuyen a Cadfael Chronicles (1977-1994) de Ellis Peters su popularización. Estos están ambientados entre 1137 y 1145 d. C.   La creciente popularidad de este tipo de ficción en las décadas posteriores ha creado un subgénero distinto reconocido tanto por los editores como por las bibliotecas.    

### Romance histórico y sagas familiares
También se han retratado temas románticos, como Doctor Zhivago de Boris Pasternak y Lo que el viento se llevó de Margaret Mitchell. Uno de los primeros romances históricos populares apareció en 1921, cuando Georgette Heyer publicó La polilla negra, que está ambientada en 1751. No fue hasta 1935 que escribió la primera de sus novelas emblemáticas de la Regencia, ambientada en el período de la Regencia inglesa (1811-1820), cuando el Príncipe Regente gobernaba Inglaterra en lugar de su padre enfermo, Jorge III. Las novelas Regency de Heyer se inspiraron en las novelas de Jane Austen de finales del siglo XVIII y principios del XIX. Debido a que los escritos de Heyer se desarrollaron en medio de eventos que habían ocurrido más de 100 años antes, incluyó detalles auténticos del período para que sus lectores los comprendieran.Cuando Heyer se refería a acontecimientos históricos, lo hacía como detalle de trasfondo para establecer el período y, por lo general, no desempeñaba un papel clave en la narrativa. Los personajes de Heyer a menudo contenían sensibilidades más modernas, y los personajes más convencionales de las novelas señalaban las excentricidades de la heroína, como querer casarse por amor.

### Ficción náutica y pirata
Algunas novelas históricas exploran la vida en el mar, incluida la serie Hornblower de CS Forester, la serie Aubrey-Maturin de Patrick O'Brian, las novelas The Bolitho de Alexander Kent, la serie Lord Ramage de Dudley Pope, todas las cuales tratan sobre con las Guerras Napoleónicas. También hay novelas de aventuras con personajes piratas como La isla del tesoro (1883) de Robert Louis Stevenson, Sandokan (1895-1913) de Emilio Salgari y Capitán Blood (1922) de Rafael Sabatini. Ejemplos recientes de novelas históricas sobre piratas son Las aventuras de Hector Lynch de Tim Severin, El diablo blanco (Белият Дявол) de Hristo Kalchev y las novelas El pirata Devlin de Mark Keating.

### Historia alternativa y fantasía histórica
Varios trabajos se desarrollan en variantes de la historia conocida, en las que los acontecimientos ocurrieron de manera diferente. Esto puede (pero implicar viajes en el tiempo. También hay obras de fantasía histórica, que añaden elementos fantásticos a la historia conocida (o alternativa) o que tienen lugar en segundos mundos con un gran parecido con nuestro propio mundo en varios puntos de la historia.

### Metaficción historiográfica
La metaficción historiográfica combina la ficción histórica con la metaficción. El término está estrechamente asociado con la literatura posmoderna, incluidos escritores como Salman Rushdie y Thomas Pynchon.
Varias novelas del premio Nobel José Saramago están ambientadas en tiempos históricos, entre ellas Baltasar y Blimunda, El evangelio según Jesucristo y La historia del asedio de Lisboa. En una trama paralela ambientada en los siglos XII y XX donde la historia y la ficción se superponen constantemente, esta última novela cuestiona la confiabilidad de las fuentes históricas y aborda la diferencia entre escribir historia y ficción.

### Ficción histórica infantil
Un subgénero destacado dentro de la ficción histórica es la novela histórica infantil. A menudo siguiendo una inclinación pedagógica, la ficción histórica infantil puede seguir las convenciones de muchos de los otros subgéneros de la ficción histórica. Varias de estas obras incluyen elementos de fantasía histórica o viajes en el tiempo para facilitar la transición entre el mundo contemporáneo y el pasado en la tradición de la ficción de portal infantil. A veces, los editores encargan series de novelas históricas que exploran diferentes períodos y épocas. Entre las series contemporáneas más populares se encuentran las novelas American Girl y la serie Magic Tree House. Un premio destacado dentro de la ficción histórica infantil es el Premio Scott O'Dell de Ficción Histórica.

### Cómics y novelas gráficas
Las narrativas históricas también han encontrado su camino en los cómics y las novelas gráficas. Hay elementos prehistóricos en los cómics de la jungla como Akim y Rahan. Hay 300 novelas gráficas inspiradas en la antigua Grecia creadas por Frank Miller, centradas en la Batalla de las Termópilas, y la serie Edad de Bronce de Eric Shanower, que vuelve a contar la Guerra de Troya. También se pueden encontrar temas históricos en cómics manhua como Three Kingdoms y Sun Zi's Tactics de Lee Chi Ching, Weapons of the Gods de Wong Yuk Long y The Ravages of Time de Chan Mou. También hay series de manga samuráis como Path of the Assassin, Vagabond, Rurouni Kenshin y Azumi. Varios cómics y novelas gráficas se han convertido en series de anime o adaptaciones cinematográficas como Azumi y 300.

## Artes escénicas

### Películas dramáticas y series de televisión de época
Las historias de películas dramáticas históricas se basan en acontecimientos históricos y personajes famosos. Algunos dramas históricos son docudramas, que intentan una descripción precisa de un acontecimiento histórico o una biografía, en la medida que lo permita la investigación histórica disponible. Otros dramas históricos son cuentos ficticios que se basan en una persona real y sus hechos, como Braveheart, que se basa libremente en la lucha del caballero del siglo XIII William Wallace por la independencia de Escocia. Para películas relacionadas con la historia de Asia Oriental, Asia Central y Asia Meridional, existen películas dramáticas históricas ambientadas en Asia, también conocidas como Jidaigeki en Japón. También se han producido películas de Wuxia como The Hidden Power of the Dragon Saber (1984) y Crouching Tiger, Hidden Dragon (2000), basadas en novelas de Jin Yong y Wang Dulu. Zhang Yimou ha dirigido varias películas wuxia aclamadas como Hero (2002), House of Flying Daggers (2004) y Curse of the Golden Flower (2006). Aunque en gran medida son ficticias, algunas películas wuxia se consideran dramas históricos. Las películas de samuráis como las series Zatoichi y Lone Wolf and Cub también se incluyen en el ámbito del drama histórico. Las películas peplum, también conocidas como espada y sandalia, son un género de epopeyas (dramas de época) históricas o bíblicas de producción mayoritariamente italiana que dominaron la industria cinematográfica italiana de 1958 a 1965. La mayoría de las peplas presentaban como protagonista a un hombre sobrehumanamente fuerte, como Hércules, Sansón, Goliat, Ursus o el propio héroe popular italiano Maciste. Estos superhombres a menudo rescataban a princesas cautivas de déspotas tiránicos y luchaban contra criaturas mitológicas. Sin embargo, no todas las películas estaban basadas en fantasía. Muchos presentaban personalidades históricas reales como Julio César, Cleopatra y Aníbal, aunque se tomaron grandes libertades con las tramas. Gladiadores, piratas, caballeros, vikingos y esclavos que se rebelaban contra reyes tiránicos también eran temas populares. También hay películas basadas en narrativas medievales como las epopeyas históricas de Ridley Scott Robin Hood (2010) y Kingdom of Heaven (2005) y películas de subgénero basadas en la leyenda artúrica como Pendragon: Sword of His Father (2008) y King Arthur (2004).
Muchas narrativas históricas se han ampliado a series de televisión. Las series de televisión notables inspiradas en la historia antigua incluyen: Roma, Espartaco, Egipto, The Last Kingdom y Yo, Claudio. La Inglaterra Tudor es también un tema muy destacado en series de televisión como Los Tudor, La Reina Virgen e Isabel I. También se han producido programas sobre las Guerras Napoleónicas, como Sharpe y Hornblower. Las telenovelas históricas también han sido populares, incluida la serie de televisión turca El siglo magnífico y Érase una vez en el Imperio Otomano: Rebelión. Los estudios chinos también han producido series de televisión como The Legend and the Hero, su serie secuela, King's War y The Qin Empire. También se han producido series de televisión puramente Wuxia, muchas basadas en obras de Jin Yong como Condor Trilogy y Swordsman, también Lu Xiaofeng y Chu Liuxiang de Gu Long. Han sido muy populares en China, pero han pasado desapercibidos en los medios occidentales.

### Teatro
La historia es uno de los tres géneros principales del teatro occidental junto con la tragedia y la comedia, aunque se originó, en su forma moderna, miles de años después que los otros géneros primarios.  Por esta razón, a menudo se la trata como un subconjunto de la tragedia. Una obra de este género se conoce como obra de historia y se basa en una narrativa histórica, a menudo ambientada en el pasado medieval o moderno temprano. La historia surgió como un género distinto de la tragedia en la Inglaterra del Renacimiento.Los ejemplos más conocidos del género son las obras de historia escritas por William Shakespeare, cuyas obras todavía sirven para definir el género. Shakespeare escribió numerosas obras de historia, algunas incluidas en el Primer Folio como historias y otras catalogadas como tragedias u obras romanas. Entre las historias más famosas se encuentran Ricardo III y Enrique IV, Parte 1, Enrique IV, Parte 2 y Enrique V. Otras obras que presentan personajes históricos son la tragedia Macbeth, ambientada a mediados del siglo XI durante los reinados de Duncan I de Escocia y Eduardo el Confesor, y las obras romanas Coriolano, Julio César y Antonio y Cleopatra. Otra tragedia, El Rey Lear, está basada en una leyenda británica, al igual que la novela romántica Cymbeline, Rey de Gran Bretaña, que está ambientada en la antigua Bretaña.
Otros dramaturgos contemporáneos de Shakespeare, como Christopher Marlowe, también dramatizaron temas históricos.Marlowe escribió Eduardo II, que trata sobre la deposición del rey Eduardo II por sus barones y la reina, quienes resienten la influencia indebida que tienen los favoritos del rey en la corte y los asuntos estatales, y La masacre en París, que dramatiza los acontecimientos de la muerte de San Bartolomé. Masacre del día en Francia en 1572.Tamerlán el Grande de Marlowe (1587 o 1588) es una obra de teatro en dos partes, basada libremente en la vida del emperador de Asia Central, Timur "el cojo".
Las obras de historia también aparecen en otras partes de la literatura occidental. Los autores alemanes Goethe y Schiller escribieron varias obras históricas, incluida Egmont (1788) de Goethe, ambientada en el siglo XVI y fuertemente influenciada por la tragedia de Shakespeare, y María Estuardo de Schiller, que describe los últimos días de María, Reina. de Escocia (1800). Esta obra sirvió de base para la ópera María Stuarda (1834) de Donizetti. Beethoven escribió música incidental para Egmont.
Posteriormente, el autor irlandés George Bernard Shaw escribió varias historias, entre ellas César y Cleopatra (1898) y Santa Juana, que se basa en la vida y el proceso de Juana de Arco. Publicada en 1924, poco después de la canonización de Juana de Arco por la Iglesia Católica Romana, la obra dramatiza lo que se sabe de su vida basándose en los importantes registros de su juicio. Una de las obras de historia más famosas del siglo XX es La vida de Galileo de Bertolt Brecht, que dramatiza el último período de la vida de Galileo Galilei, el gran filósofo natural italiano, que fue perseguido por la Iglesia Católica Romana por la promulgación de sus conocimientos científicos. descubrimientos; para más detalles, véase Asunto Galileo. La obra abarca temas como el conflicto entre dogmatismo y evidencia científica, además de cuestionar los valores de la constancia frente a la opresión.
Más recientemente, el dramaturgo británico Howard Brenton ha escrito varias historias. Obtuvo notoriedad por su obra The Romans in Britain, representada por primera vez en el Teatro Nacional en octubre de 1980, que trazó paralelismos entre la invasión romana de Gran Bretaña en el 54 a. C. y la presencia militar británica contemporánea en Irlanda del Norte. Sin embargo, sus preocupaciones con la política se vieron eclipsadas por la controversia en torno a una escena de violación. Brenton también escribió Ana Bolena, una obra de teatro sobre la vida de Ana Bolena, que se estrenó en el Shakespeare's Globe en 2010. Ana Bolena es retratada como una fuerza importante en las luchas políticas y religiosas internas en la corte y una defensora de la causa del protestantismo en su entusiasmo por la Biblia Tyndale.

### Ópera
Una de las primeras óperas que utilizó acontecimientos y personas históricos es L'incoronazione di Poppea de Claudio Monteverdi, que se representó por primera vez en Venecia durante la temporada de carnaval de 1643. describe cómo Poppaea, amante del emperador romano Nerón, logra alcanzar su ambición y ser coronada emperatriz. La ópera fue revivida en Nápoles en 1651, pero luego fue descuidada hasta el redescubrimiento de la partitura en 1888, después de lo cual se convirtió en objeto de atención académica a finales del siglo XIX y principios del XX. Desde la década de 1960, la ópera se ha representado y grabado muchas veces. George Frederick Handel también escribió varias óperas basadas en personajes históricos, entre ellas Giulio Cesare (1724), Tamerlano (1724) y Rodelinda (1725).
Los temas históricos de las óperas también se desarrollaron durante el siglo XIX. Generalmente con 4 o 5 actos, son elencos y orquestas de gran formato, y una puesta en escena espectacular. Varias óperas de Gaspare Spontini, Luigi Cherubini y Gioachino Rossini pueden considerarse precursoras de la gran ópera francesa. Estos incluyen La vestale (1807) y Fernand Cortez (1809, revisado en 1817) de Spontini, Les Abencerages (1813) de Cherubini y Le siège de Corinthe (1827) y Moïse et Pharaon (1828) de Rossini. Todas ellas tienen algunas de las características de tamaño y espectáculo que normalmente se asocian con la gran ópera francesa. Otro precursor importante fue Il crociato in Egitto de Meyerbeer, quien finalmente se convirtió en el rey reconocido del género de la gran ópera. Entre los compositores de ópera de temas históricos más importantes se encuentran Giuseppe Verdi y Richard Wagner.
Los compositores rusos también escribieron óperas basadas en personajes históricos, incluido Boris Godunov de Modest Músorgski (1839-1881), que fue compuesta entre 1868 y 1873 y se considera su obra maestra.   Sus súbditos son el gobernante ruso Boris Godunov, que reinó como zar (1598 a 1605). Igualmente, famoso es El príncipe Igor de Alexander Borodin, cuyo libreto el compositor desarrolló a partir de la epopeya rusa antigua La balada sobre las huestes de Igor, que relata la campaña del príncipe ruso Igor Svyatoslavich contra las tribus invasoras cumanas ("polovtsianas") en 1185. 

### Recreación histórica
La recreación histórica es una actividad educativa o de entretenimiento en la que las personas siguen un plan para recrear aspectos de un evento o período histórico. Esto puede ser tan limitado como un momento específico de una batalla, como la recreación de la  Carga de Pickett presentada durante la Gran Reunión de 1913, o tan amplio como un período completo, como la recreación de la Regencia o el Proyecto Berlín de los años 1920.

## Teoría y crítica
El crítico literario, ensayista y teórico social marxista György Lukács escribió extensamente sobre la importancia estética y política de la novela histórica. En Der historische Roman de 1937, publicado originalmente en ruso, Lukács desarrolló lecturas críticas de varias novelas históricas de varios autores, entre ellos Gottfried Keller, Charles Dickens y Gustave Flaubert. Interpreta el advenimiento de la novela "genuinamente" histórica a principios del siglo XIX en términos de dos desarrollos o procesos. El primero es el desarrollo de un género específico en un medio específico: los elementos estilísticos y narrativos únicos de la novela histórica. El segundo es el desarrollo de una obra de arte representativa y orgánica que pueda capturar las fracturas, contradicciones y problemas del modo productivo particular de su tiempo (es decir, el capitalismo en desarrollo, temprano y arraigado).